# Karapyschi
Karapyschi (ukrainisch Карапиші; russisch Карапыши Karapyschi) ist ein Dorf im Süden der ukrainischen Oblast Kiew mit etwa 3000 Einwohnern (2001).

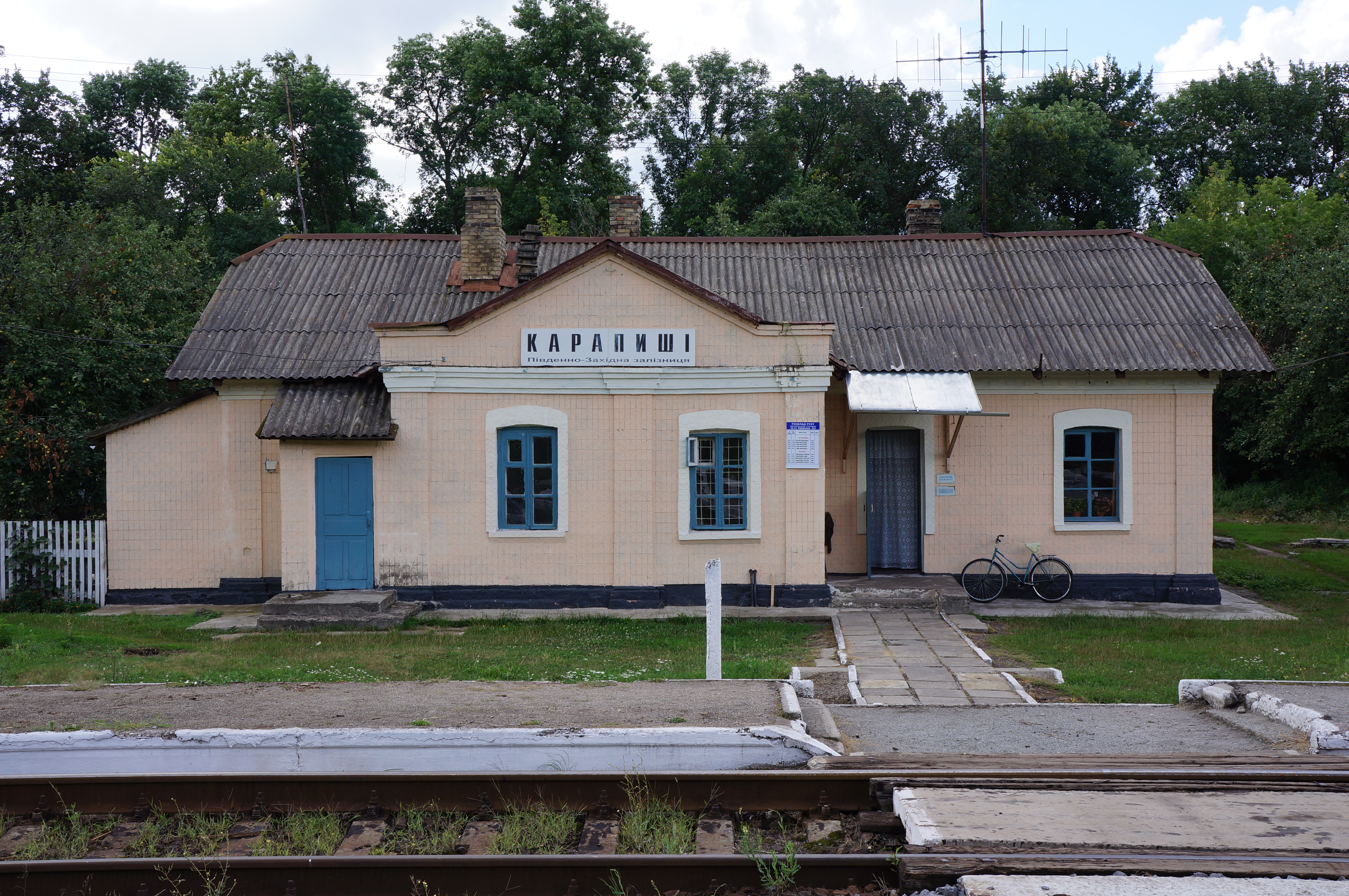
Bahnhof im Ort

Das erstmals 1650 schriftlich erwähnte Dorf liegt 18 km westlich vom ehemaligen Rajonzentrum Myroniwka und etwa 105 km südlich von Kiew.
Im Dorf kreuzen sich die Territorialstraßen T–10–17 und T–10–29.
Am 12. Juni 2020 wurde das Dorf ein Teil der neugegründeten Stadtgemeinde Myroniwka, bis dahin bildete es die gleichnamige Landratsgemeinde Karapyschi (Карапишівська сільська рада/Karapyschiwska silska rada) im Osten des Rajons Myroniwka.
Am 17. Juli 2020 kam es im Zuge einer großen Rajonsreform zum Anschluss des Rajonsgebietes an den Rajon Obuchiw.

## Söhne und Töchter der Ortschaft
- Stanislaw Medwedenko (Станіслав Юрійович Медведенко; * 4. April 1979), Basketballspieler, NBA-Champion 2000, 2001